# Far Lands or Bust
Far Lands or Bust (viết tắt là FLoB) là một loạt video trực tuyến do Kurt J. Mac tạo ra, trong đó anh chơi trò chơi điện tử Minecraft. Loạt video mô tả cuộc hành trình của anh đến "Far Lands", một khu vực xa xôi của thế giới Minecraft trong đó hệ thống địa hình hoạt động không chính xác, tạo ra một cảnh quan cong vênh. Kurt đã bắt đầu cuộc hành trình từ tháng 3 năm 2011 và tính đến tháng 9 năm 2018 dự kiến sẽ mất 20 năm nữa để đến đích; chương trình cũng đã giữ kỷ lục Guinness thế giới cho chuyến đi dài nhất trong Minecraft. Các tập thường hoạt động như một loại podcast, với trò chơi cung cấp phần hỗ trợ trong khi Kurt thảo luận về các sự kiện gần đây trong cuộc sống, tin tức và khoa học của anh. Chương trình cũng khuyến khích người xem quyên góp từ thiện để đạt được mục tiêu gây quỹ. Tổ chức từ thiện này ban đầu là Child's Play, mà chương trình đã quyên góp được hơn 400.000$. Từ năm 2018 đến năm 2019, tổ chức từ thiện là Direct Relief. Bắt đầu từ năm 2020, tổ chức từ thiện là Hiệp hội Phúc lợi Động vật Tiến bộ (PAWS), từ đó Kurt đã nhận nuôi chú chó của mình, Juno, vào năm 2017. Vào ngày 30 tháng 8 năm 2020, Kurt tuyên bố anh sẽ không sử dụng PAWS làm tổ chức từ thiện của mình nữa, chủ yếu là do sự phức tạp với hệ thống quyên góp của họ, thay vào đó chuyển tổ chức từ thiện này sang Equal Justice Initiative.

## Định dạng

### Far Lands
Minecraft là một trò chơi điện tử thế giới mở đưa người chơi vào một thế giới được tạo theo thủ tục 3D. Khi người chơi đi theo bất kỳ hướng nào, trò chơi sẽ tạo ra địa hình phía trước họ, tạo ra (trên lý thuyết) một thế giới gần như vô hạn để người chơi khám phá. Tuy nhiên, do các giới hạn tính toán trong các phiên bản trước của trò chơi, ở khoảng cách khoảng 12,550,821 khối từ trung tâm thế giới, thuật toán tạo địa hình hoạt động không mong muốn, tạo ra một cảnh quan bị biến dạng đột ngột. Markus Persson, nhà phát triển ban đầu của Minecraft, nhận xét rằng "Đi bộ xa như vậy sẽ mất một thời gian rất dài. Bên cạnh đó, các lỗi làm tăng thêm sự bí ẩn và lôi cuốn cho Far Lands." Cái tên "Far Lands" được cộng đồng sử dụng để chỉ khu vực này. Persson cũng nói rằng sẽ "không thể đến được Far Lands" và Kurt coi đó là một thách thức.
Do những thay đổi đối với mã của trò chơi, các phiên bản gần đây của trò chơi không có lỗi tương tự và địa hình tiếp tục tạo ra bình thường ở khoảng cách lên đến 30,000 km (19,000 mi) từ trung tâm thế giới. Kurt đã tiếp tục ghi lại loạt video của mình trong phiên bản Beta 1.7.3, phiên bản mới nhất của trò chơi mà Far Lands vẫn còn hiện diện.
Ước tính sẽ mất khoảng 800 giờ nếu người chơi chỉ gặp các khu vực phẳng, chẳng hạn như thế giới phẳng.

### Đài kỷ niệm F3
Trong trò chơi, màn hình gỡ lỗi có thể được mở bằng cách nhấn F3, màn hình hiển thị tọa độ hiện tại của người chơi trên thế giới, cộng với quần xã sinh vật. Trong hành trình của Kurt đến Far Lands, anh chỉ nhấn F3 khi đã đạt được mục tiêu quyên góp từ thiện của mùa giải để kết thúc mùa giải. Ngoài ra, anh còn xây dựng một tượng đài để tưởng nhớ nhân dịp này.
Một ngoại lệ cho điều này là khi anh ta vượt qua một điểm mà lỗi dấu phẩy động tăng từ hai pixel lên bốn pixel kết cấu. Vào ngày 8 tháng 8 năm 2020, do chứng kiến sự gia tăng của lỗi jitter dấu chấm động, Kurt đã nhấn F3 trong một luồng trực tiếp (được liệt kê là tập 793.5) để xác nhận rằng anh sẽ đạt được cột mốc 4,194,304 khối. Trong tập 794 tiếp theo, ngày 11/8/2020, anh đã cho xây dựng một tượng đài để đánh dấu điểm.
| STT | Ngày                 | Khoảng cách | Mùa | Tập (tổng thể) | Mục tiêu quyên góp | Tổng số tiền quyên góp |
| --- | -------------------- | ----------- | --- | -------------- | ------------------ | ---------------------- |
| 1   | 17 tháng 11 năm 2011 | 292,202     | 2   | 096            | $8,200             | $11,724                |
| 2   | 1 tháng 9 năm 2012   | 699,492     | 3   | 178            | $29,220            | $70,838.39             |
| 3   | 6 tháng 3 năm 2014   | 1,479,940   | 4   | 334            | $100,000           | $186,649.13            |
| 4   | 28 tháng 3 năm 2015  | 2,266,779   | 5   | 490            | $50,000            | $66,061.70             |
| 5   | 22 tháng 1 năm 2017  | 3,116,936   | 6   | 640            | $60,000            | $71,431.83             |
| 6   | 31 tháng 8 năm 2019  | 3,857,848   | 7   | 755            | $50,000            | Không rõ               |
| 7   | 6 tháng 3 năm 2021   | 4,856,980   | 8   | 815            | $8,200             | Không rõ               |
| 8   | 1 tháng 4 năm 2022   | 5,765,878   | 9   | 828            | $4,200             | $468,000               |